# Vrása

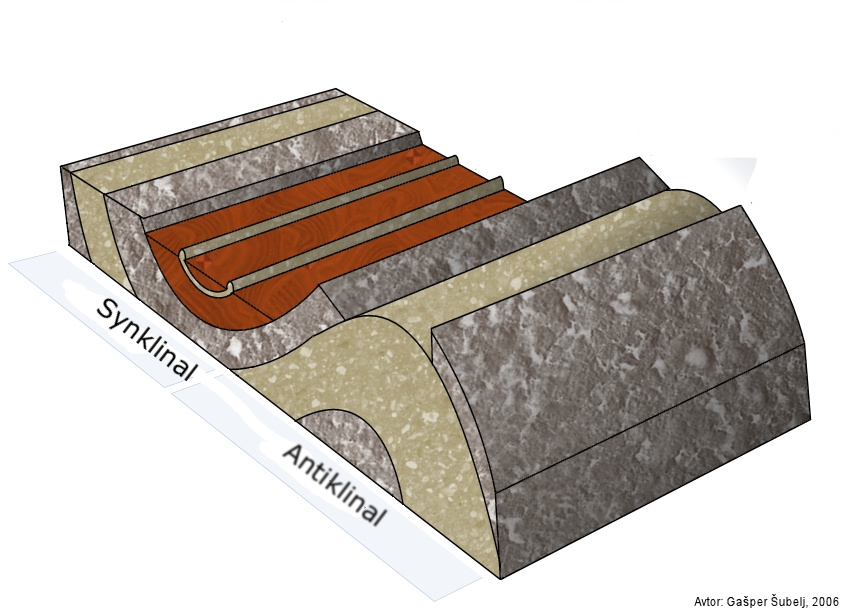
Schéma synklinály a antiklinály

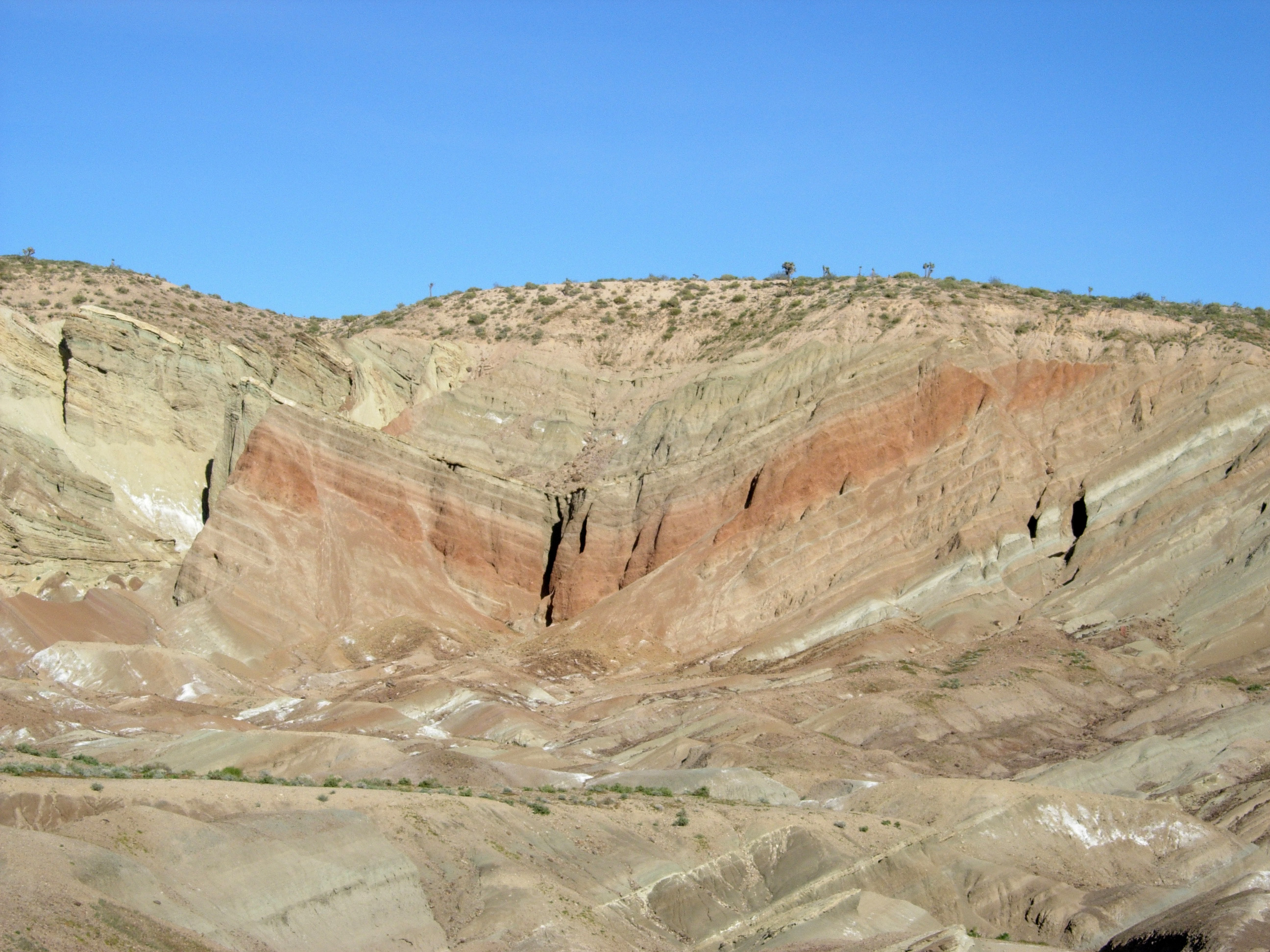
Synklinály

Vrása je geologický útvar, který vzniká jako výsledek orientovaného napětí na boční strany kůry. Jedná se o nejčastěji vlnovitě přehnutou část zemské kůry, při kterém dochází k porušení původně horizontálního uložení vrstev. Často je pozorována u sedimentárních hornin, ale může se vyskytovat i u jiných druhů hornin. Každá vrása je složena ze dvou základních částí – antiklinály (místa vyklenutí) a synklinály (místa poklesnutí). Spojeny jsou rameny vrásy. Vrásy mohou dosahovat velikostí od několika milimetrů až po desítky kilometrů.
Složitá vrásová pohoří mají osy vrás zvlněné ve vertikálním směru, což vede k tzv. brachyantiklinální a brachysynklinální stavbě.

## Geometrie vrás

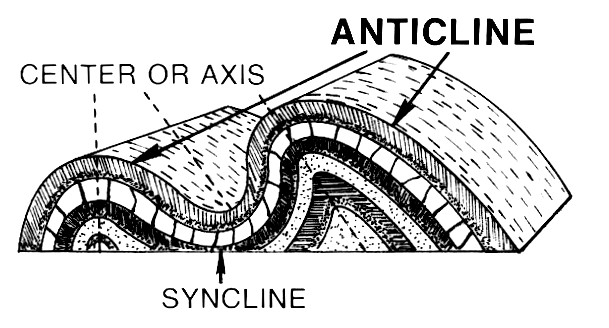

### Geometrické prvky vrás
Pro poznávaní a další klasifikaci vrás je důležité poznat některé jejich geometrické prvky.
Vrásy mohou mít různou velikost od několika centimetrů až do obrovských několikakilometrových rozměrů (megaantiklinála, megasynklinála, velevrása). Přímo v terénu je ale nemožné vždy pozorovat celé vrásy, většinou je možné na odkryvech sledovat jen příčný profil, případně pozorovat jen některé prvky, které vystupují přes sedimenty na povrch. V příčném profilu je možno pozorovat dvě základní části vrásy, které určují její tvar, nahoru vyklenutou Antiklinálu a dolů prohnutou Synklinálu. Podle stratigrafického vývoje zvrásněných vrstev je antiklinálou ta vyklenutá vrása, která má ve svém jádru starší vrstvy, synklinála má ve svém jádře zvrásněné naopak mladší vrstvy. V přírodě během vrásnění běžně dochází k mnohonásobnému převrásnění, což má za následek uspořádání vrstev synklinál a antiklinál do různých kombinovaných struktur, v nichž není rozložení vrstev na první pohled zřejmé. Mezi další prvky patří:
- zámek vrásy, místo největšího zakřivení vrásy, na antiklinále se zámková část nazývá „vrchol“ a na synklinále „dno vrásy“. V případě, že vrása není přímá (například pokud je ukloněná na bok a podobně), je možno pozorovat i „hřeben“, který je hypsometricky (výškově) nejvyšším bodem antiklinály, případně „kýl“, což je nejnižší bod synklinály. Pozice zámku je důležitá pro další klasifikaci vrás.
- rameno vrásy, spojnice antiklinálního a synklinálního zámku vrásy. Pokud spojuje antiklinální a synklinální část jedné vrásové vlny, nazývá se střední rameno vrásy. Na ramenu se též nachází inflexní bod nejmenšího zakřivení vrásy. Dvě přilehlá ramena vrásy svírají meziramenní úhel, na základě jeho velikosti je možno odvodit velikost deformace, která doprovázela vznik vrásy. Čím je meziramenní úhel menší, tím intenzivnější síly musely působit při stlačování vrásněné plochy. Osou meziramenního úhlu je takzvaná „osa vrásy“.

Mezi geometrické parametry, které jsou důležité pro určování rozměrů vrás patří amplituda, což je polovina výšky mezi hřebenem a kýlem vrásy, vlnová délka, která vyjadřuje vzdálenost mezi dvěma přilehlými vrcholy vrás a délka (osy) vrásy.
V trojrozměrném prostoru je významným znakem vrásy osová rovina, která prochází spojnicí os antiklinálních (nebo synklinálních) zámků celé zvrásněné horninové sekvence. Kýlová a hřebenová osa jsou spojnicemi nejnižších (kýlů), nebo nejvyšších (hřebenů) bodů vrásy.

### Typy vrás

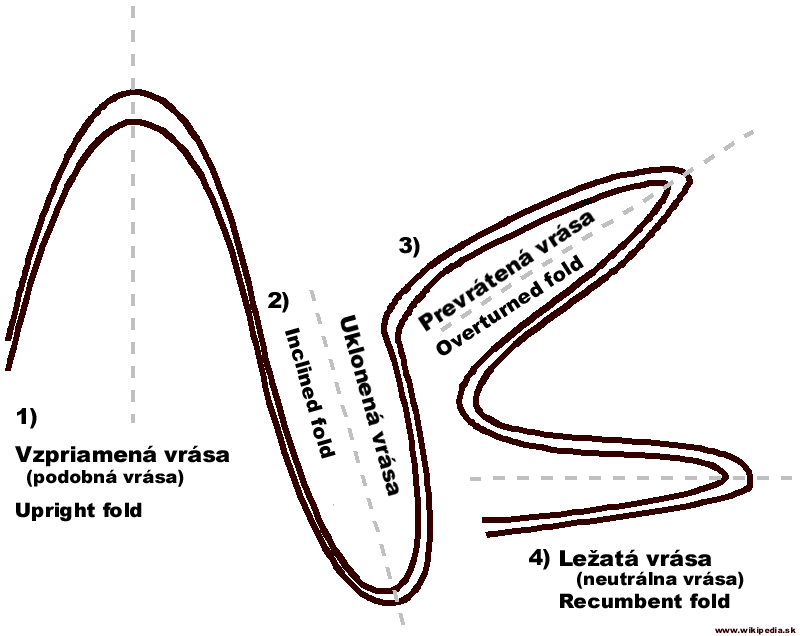
Klasifikace vrás podle úklonu osové roviny

K hlavním typům vrás podle polohy osové roviny meziramenního úhlu se řadí přímé, šikmé, převrácené, ležaté, ponořené, vějířovité a jiné. Podle symetrie je možno vyčlenit vrásy symetrické, jejichž ramena mají stejnou délku a asymetrické, jejichž ramena jsou různě dlouhá. Asymetrie vrás je často způsobena šikmým působením hlavního napětí na deformované vrstvy hornin. U asymetrických vrás v původně subhorizontálně uložených vrstvách hornin se určuje vergence, vyjadřující úklon osové roviny vrásy od vertikály na určitou stranu. V některých případech se s její pomocí dá proniknout do dynamiky vrásnění, protože ve směru, ve kterém jsou vrásy nakloněny, předtím působily větší tektonické síly.
Podle tvaru se vrásy dělí na válcovité (cylindroidální), které mají stejný profil po celé své délce a neválcové (necylindroidální), které mají osu vrásy zakřivenou. Jde například o brachyantiklinální vrásy, které vypadají jako dómy, nebo klenby a brachysynklinály, které tvoří pánevní struktury.
Podle tvaru v profilu se vyčleňují 4 základní typy vrás:
- paralelní, v celém tělese vrásy je zachována stejná síla vrstvy
- koncentrické, specifický typ paralelních vrás
- podobné, pravá síla zvrásněné vrstvy se mění postupně, na zámcích je největší a v ramenech se zmenšuje
- angulární, typické rovnými rameny a ostrými zámky

V případě, že malé vrásy nižšího řádu nasedají na velké vrásy, nazývají se ty menší jako „vrásy parazitické“. Tyto vrásy mají zákonitou stavbu, v pravém rameni dominantní vrásy připomínají periodicky se opakující písmeno M, zatímco na levém rameni písmeno Z. V případě, že není možno pozorovat celou vrásu, ale jen část jejího ramene, umožňuje tento fakt správně identifikovat i zbytek jinak nepřístupné vrásové struktury.

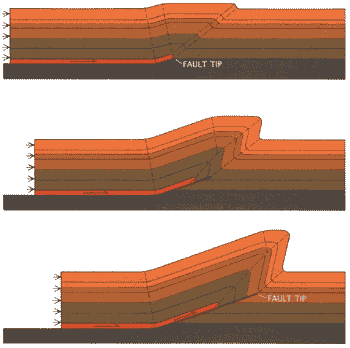
Diagram znázorňující vývoj a geometrii vrásy nad slepě ukončeným násunem

V oblastech s vrásově-násunovou tektonikou jsou běžné vrásy nad slepě ukončeným násunem (tzv. „fault propagation fold“) a angulární vrásy vyvinuté nad rampami násunů (tzv. „fault-bend fold“).

## Vznik vrás, vrásnění
Vrása je v přírodě nejčastějším případem plastické (duktilní) deformace všech druhů hornin (magmatických, přeměněných i sedimentárních). Vznik vrás je ovlivněn vlastnostmi hornin, které se účastní deformace. Běžnou příčinou deformace jsou tektonické pohyby zemské kůry, jejichž vnitřní energie pochází převážně ze zemského pláště, nejčastěji během orogeneze. Protože orogeneze často probíhá v mnoha časově oddělených fázích a nezřídka mají síly, které ji vyvolávají, různý směr, často dochází k interferenci a vzniku komplikovaných vrásových systémů.
Uplatnění jednotlivých mechanismů vrásnění závisí na řadě faktorů, zejména však na mocnosti, kontrastu pevnosti a viskozity vrásněných vrstev. Čím je vrásněná vrstva silnější, tím bývá vlnová délka výsledných vrás. V případě, že vrásněné vrstvy nemají stejnou sílu, dochází k disharmonickému vrásnění. Při extrémně velkém kontrastu pevnosti a viskozity dochází k vzniku vrás se specifickou strukturou tzv. mulionů. Při vysokém kontrastu pevnosti dochází k střižnému vrásnění, při slabším viskózním kontrastu se tvoří hlavně ohybové vrásy.

## Jiné druhy vrás
Specifickými případy vrás jsou takzvané glacitektonické vrásy, které vznikají před čelem postupujícího ledovce v jeho plastickém podloží. Ty však nevznikají tektonickými silami a proto i přes svoji podobnost nejsou za klasické vrásy považovány. Vrásám podobné jsou i jiné struktury, často sedimentárního charakteru, jako jsou čeřiny nebo expulzní struktury vznikající po úniku vody z horizontu do nadloží. Vrásové struktury vznikají i při hydrataci, ne dehydrataci některých evaporitů, nebo při podélném úniku vody ze sedimentu, kdy může smršťováním dehydratované vrstvy vzniknout takzvané konvolutní zvrstvení, připomínající nepravidelné vrásy.